# Comuna Vilne Zaporijjea, Novîi Buh
Vilne Zaporijjea (în ucraineană Вільне Запоріжжя) este o comună în raionul Novîi Buh, regiunea Mîkolaiiv, Ucraina, formată din satele Dibrova, Jovtneve, Novodanîlivka, Novoselivka, Novovasîlivka, Pokazne, Sîmonivka și Vilne Zaporijjea (reședința).

## Demografie
Componența lingvistică a comunei Vilne Zaporijjea
     Ucraineană (87,02%)
     Rusă (7,09%)
     Română (4,38%)
     Alte limbi (0,32%)
Conform recensământului din 2001, majoritatea populației comunei Vilne Zaporijjea era vorbitoare de ucraineană (87,02%), existând în minoritate și vorbitori de rusă (7,09%), română (4,38%) și armeană (1,11%).